# Nationaal park Fitzgerald River
Het nationaal park Fitzgerald River is een nationaal park op de grens van de regio's Great Southern en Goldfields-Esperance in West-Australië. Het ligt 419 kilometer ten zuidoosten van Perth, 240 kilometer ten noordoosten van Albany en 290 kilometer ten westen van Esperance. Het nationaal park is een biosfeerreservaat en overlapt de Fitzgerald River Important Bird Area.

## Geschiedenis
De Nyungah Aborigines waren de oorspronkelijke bewoners van de streek. Ze leidden een seminomadisch bestaan, in familiegroepen, en verplaatsten zich naargelang het jaargetijde binnen bepaalde territoria. Onder meer de Mongup, Corackerup, Quaalup en Bremer Bay aboriginesgroepen bewoonden de streek tijdens de eerste contacten met de Europeanen. De meeste aboriginessites in het park hebben een archeologische waarde (geen spirituele waarde) en zijn gelegen aan de kust of bij waterlopen en moerassen.
De eerste Europeanen die langs de kust voeren voelden zich niet sterk aangetrokken door wat ze zagen. De Nederlander Pieter Nuyts in 1626, de Engelsman George Vancouver in 1791 en de Fransman Antoine de Bruni d’Entrecasteaux in 1792 vermeldden allen de onvruchtbaarheid die ze vanop hun schepen waarnamen. Edward John Eyre trok in 1840-41 met een expeditie, over land langs de Grote Australische Bocht, van Adelaide naar Albany. Eyre schreef dat "Mount Barren zijn naam terecht gekregen had omdat er geen gebied zo erbarmelijk bestond als dat er rond". In 1848 trok de botanicus James Drummond door de streek en onderkende haar botanische belang. John Septimus Roe vond dat jaar ligniet langs de rivier Fitzgerald.
Vanaf de jaren 1850 vestigden de eerste pastoralisten zich in de streek. Ruïnes van hun hofsteden zijn in het oosten van het park nog zichtbaar. De rivieren Phillips en Gairdner werden als stockroute gebruikt. In 1877 werd de telegraaflijn van West-Australië naar de oostelijke staten in dienst genomen. In 1905 was de Rabbit-proof fence af, die tot 1960 onderhouden zou worden. Delen van de onderhoudswegen voor de telegraaflijn worden nog gebruikt als toegangswegen tot het park. In 1929 sloot het telegraafstation van Bremer Bay en werd de telegraaflijn meer landinwaarts gelegd.
In 1898 werd goud gevonden in de rivier Phillips. Vanaf het begin van de 20e eeuw werd in de streek goud en koper gedolven. Restanten van koper- en mangaanmijnen zijn nog zichtbaar aan de Copper Mine Creek. In de jaren 1910-20 werd naar olie gezocht langs de rivier Fitzgerald. Er staat nog een boorkop in Jonacoonack. De crisis van de jaren 30 veroorzaakte het sluiten van alle mijnactiviteiten maar werd algauw gevolgd door een heropleving en de opening van nieuwe mijnen. Na de Tweede Wereldoorlog werd het zuidwesten van West-Australië verder ontbost om landbouwgebied te creëren. De W.A. Naturalists' Club stelde de overheid daarop voor om het gebied te beschermen.
In 1954 werd er een natuurreservaat opgericht. In de jaren 1960 wilde Jupiter Minerals nieuwe mijnactiviteiten opstarten in het natuurreservaat. Dit werd verboden en in januari 1973 werd het nationaal park Fitzgerald River officieel van uitgeroepen. In 1978 werd het park en haar omgeving een UNESCO biosfeerreservaat. In 1989 brandde 40% van de vegetatie af tijdens natuurbranden veroorzaakt door blikseminslagen. In 1996 voldeed het gebied niet meer aan de Unesco-voorwaarden doch in 2017 kreeg het park haar erkenning terug.
Op 6 februari 2023 crashte een blusvliegtuig, een Boeing 737-3H4, in het nationaal park tijdens een brandbestrijdingsmissie. Het toestel vatte vuur maar de twee piloten overleefden het ongeluk.

## Geografie
Het park ligt langs de Grote Australische Bocht tussen de dorpen Bremer Bay en Hopetoun, ongeveer 420 kilometer ten zuidoosten van Perth. Het kan vanop de South Coast Highway, zowel vanuit noordelijke, westelijke als oostelijke richting, bereikt worden. De grindwegen zijn berijdbaar met tweewielaandrijving. Als het regent worden zowel de onverharde wegen voor vierwielaandrijving als de toegangswegen soms afgesloten om de verspreiding van wortelrot (En: dieback) tegen te gaan of omdat de wegen overstroomd zijn.
Het park ligt in de Esperance Plains IBRA-regio, ook gekend als het Eyre Botanical District, en bestaat uit zowel beschutte als winderige stranden, het steile tot 450 meter hoge Barren-gebergte, grote vlakten en riviervalleien. De rivieren Bremer, Fitzgerald, Gairdner, Hamersley en Phillips stromen door het park en enkele daarvan monden uit in de Fitzgerald, Hamersley, St. Mary, Gordon, Culham en Dempster-inhammen.

### Geologie
De ondergrond aan de noordelijke grens van het park maakt deel uit van het 2,5 tot 2,9 miljard jaar oude Yilgarn Kraton. Graniet en gneis zijn er de meest voorkomende gesteenten. Het zuidelijk deel van het park maakt deel uit van de jongere, 1,8 tot 1,2 miljard jaar oude, geologische Albany - Fraser Province. Het wordt gedomineerd door het metamorf gesteente van het Barren-gebergte, dat van Bremer Bay tot Hopetoun strekt. De ondergrond bestaat uit kwartsiet, fylliet, dolomiet en conglomeraat. In het hele park heeft zich tijdens het Tertiair, 26 miljoen tot 2 miljoen jaar geleden, lateriet gevormd op de gesteenten en ondergrond. Erosie veroorzaakt door de rivieren legt de in het Eoceen, 40 tot 50 miljoen jaar geleden, gevormde ondergrond bloot, bestaande uit ligniet en koolstofhoudende siltsteen.
Er worden 5 landvormen onderscheiden in het park: hoogvlakte (En: upland), vlakten, ingesneden valleien, gebergte en duinen. De hoogvlakte is licht glooiend. De lager gelegen vlakten beslaan het grootste oppervlakte van het park. De vlakte is vrij plat met veel moerassen, inzinkingen en weinig waterafvoer. Ze worden doorsneden door de rivieren die er diep ingesneden valleien met steile wanden vormen. Veel rivieren monden uit in inhammen die dikwijls lange perioden van de oceaan afgesloten zijn.

## Fauna en flora

### Fauna
Er leven 22 zoogdiersoorten in het park waarvan er 7 zeldzaam zijn (vleermuizen niet meegeteld), 184 vogelsoorten waarvan 5 zeldzame, 41 reptielensoorten, 12 kikkersoorten en 4 inlandse vissoorten. Het hoogste aantal zoogdieren werd aangetroffen in de hoogvlakte. Vogels zijn meer te vinden langs de rivieren, kust en inhammen.
- vogels:

zwartkapborstelvogel
westelijke grondpapegaai
westelijke zwiepfluiter
slechtvalk
roodoorastrild
thermometervogel
dunsnavelraafkaketoe
roodkapparkiet
Stanleyrosella
rotsparkiet
blauwborstelfje
roesthalshoningvogel
purperteugelhoningeter
Kaap leeuwin-doornsnavel
grijsborstvliegenvanger
kastanjetaling
Australische bergeend
Australische kluut
bandsteltkluut
zwartkopplevier
- zoogdieren:

borstelstaartkangoeroerat
tammarwallaby
gespikkelde buidelmuis
kleine penseelstaartbuidelmuis
Pseudomys occidentalis
Pseudomys shortridgei 
gewone kortneusbuideldas
Pseudomys shortridgei
gespikkelde buidelmuis
- reptielen:

ruitpython
- vissen:

gevlekte snoekforel
Pseudogobius olorum
Acanthopagrus butcheri
Zuidkapers jongeren in de Doubtful Islands Bay en kunnen waargenomen worden vanop de Point Ann Lookout in het zuidwestelijke deel van het park.

### Flora
Het park kent een hoge biodiversiteit en bevat 1748 plantensoorten. Dat is bijna 20% van de gekende plantensoorten van West-Australië. Daarvan zijn 75 soorten endemisch en 48 die zelden ergens anders gevonden worden. 250 plantensoorten zijn zeldzaam. De flora in het park bestaat uit 5 families varens en 87 families bloemende planten. De belangrijkste families zijn de mirtefamilie met 220 soorten, de Proteaceae met 130 soorten, de composietenfamilie met 108 soorten en de cypergrassenfamilie met 97 soorten. De dwergstruik is de dominante levensvorm. De hoogvlakte en lagergelegen vlakten bevatten het hoogste aantal plantensoorten. De meeste planten bloemen tussen augustus en november. De Hakea laurina, Dryandra quercifolia en de Banksia media bloeien in de herfst en zijn belangrijk voor het overleven van de honingeters en honingbuidelrat.
Een groot deel van de flora in het park wordt bedreigd door wortelrot, veroorzaakt door de Phytophthora cinnamomi. De pseudo-schimmel verspreidt zich het best bij warm en vochtig weer. Wegen of delen van het park worden afgesloten onder deze omstandigheden omdat het wortelrot door autobanden en schoeisel wordt verspreidt.

## Klimaat
De streek kent een mediterraan klimaat met warme tot hete zomers en koele vochtige winters. De jaarlijkse gemiddelde neerslag voor de zuidkust bedraagt 500 mm maar kent van jaar tot jaar grote verschillen. 's Zomers regent het sporadisch als gevolg van tropische orkanen die van boven het noorden van de staat komen.

## Toerisme
Er zijn zes kampeerplaatsen in het park:
- Four Mile, bereikbaar met de wagen
- Wonjarup, bereikbaar met de wagen, caravans toegestaan
- St Mary , bereikbaar met de wagen
- Whalebone Beach, langs de Hakea Walktrail
- Fitzgerald River Inlet, langs de Mamang Walktrail
- Quaalup, bereikbaar met de wagen, caravans toegestaan

Er lopen negen korte en minder korte bewegwijzerde wandelpaden door het park:
- West Mount Barren Summit Trail, 850 meter lang pad naar de top van West Mount Barren
- Mount Maxwell Lookout, 200 meter lang pad naar een uitkijkpunt vanwaar men de westelijke bergtoppen kan waarnemen
- Point Ann Heritage Trai, 500 meter lang pad naar een uitkijkpunt vanwaar men Point Charles Bay en de kust kan waarnemen
- East Mount Barren Summit Trai, 1.300 meter lang pad naar de top van East Mount Barren
- Barrens Lookout, 150 meter lang pad naar een uitkijkpunt langs een natuurlijke rotstuin waar in de lente wilde bloemen bloeien
- Sepulcralis Hill, 300 meter lang pad naar een uitkijkpunt vanwaar men de vallei van de rivier Hamersley kan overschouwen
- No Tree Hill, 6 kilometer heen en terug bekend voor de wilde bloemen in de lente
- Mamang Walktrail, 31 kilometer heen en terug tussen Point Ann en Point Charles, langs Lake Nameless, verscheidene historische sites en de monding en inham van de Fitzgerald
- Hakea Walktrail, 46 kilometer heen en terug tussen Cave Point en Quoin Head, door de verschillende landvormen met hun diverse fauna en flora

## Galerij

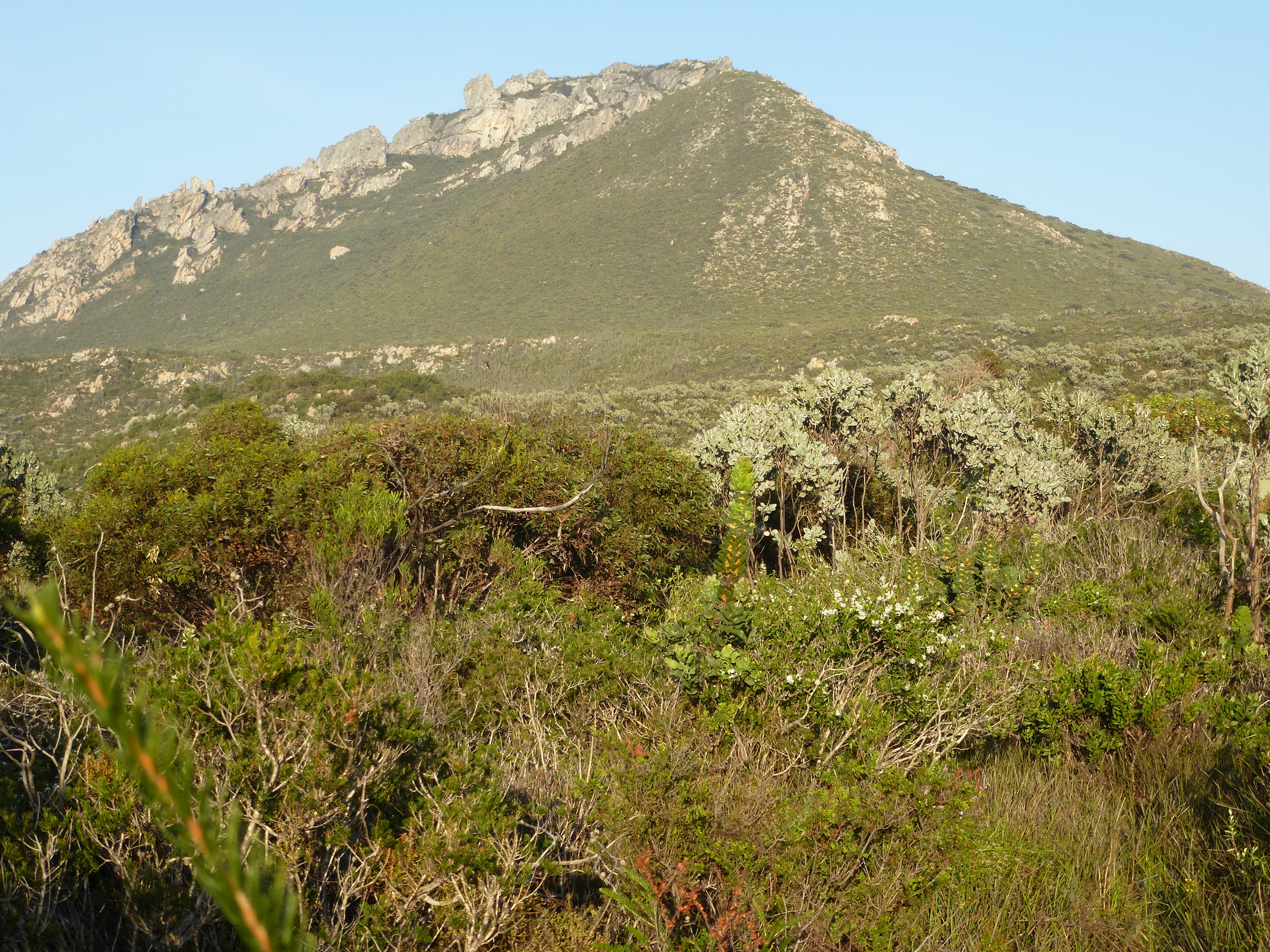
East Mount Barren
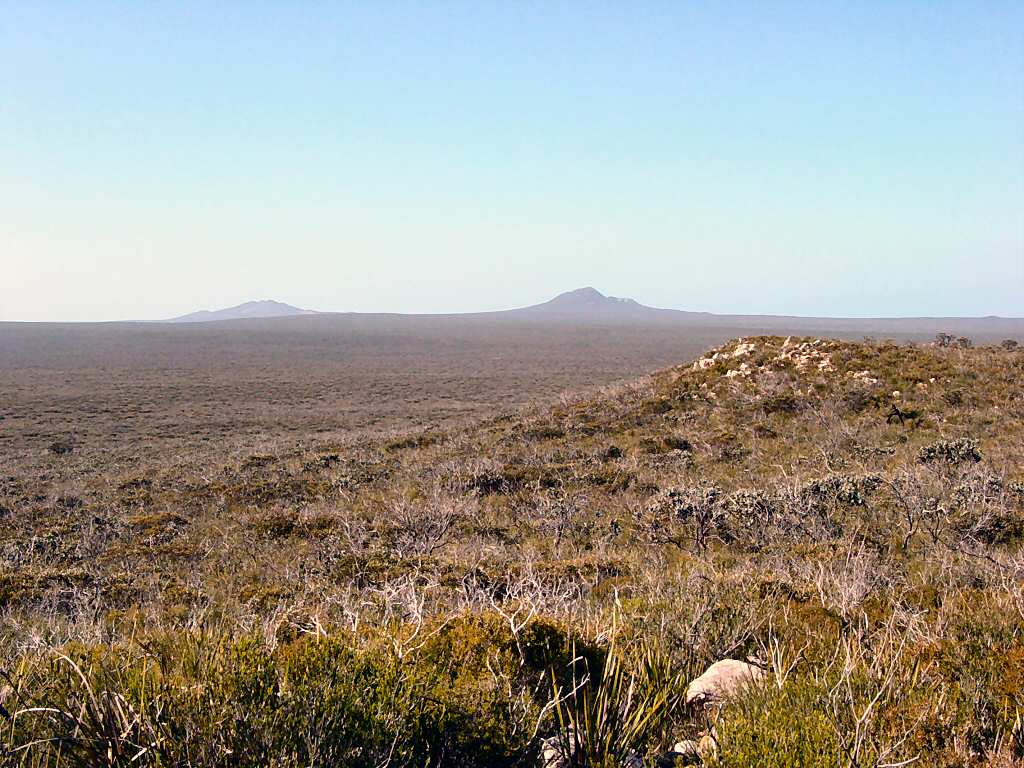
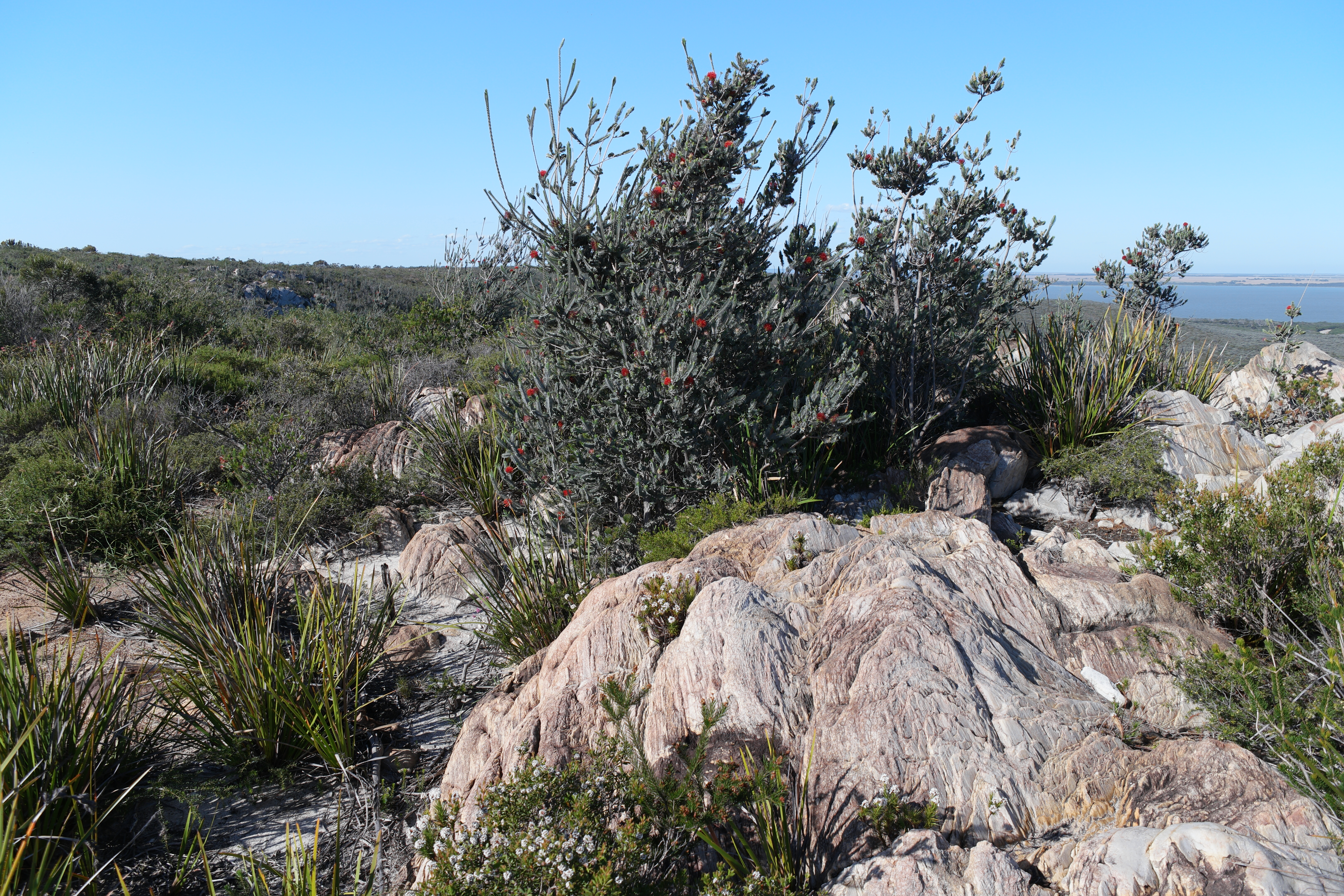
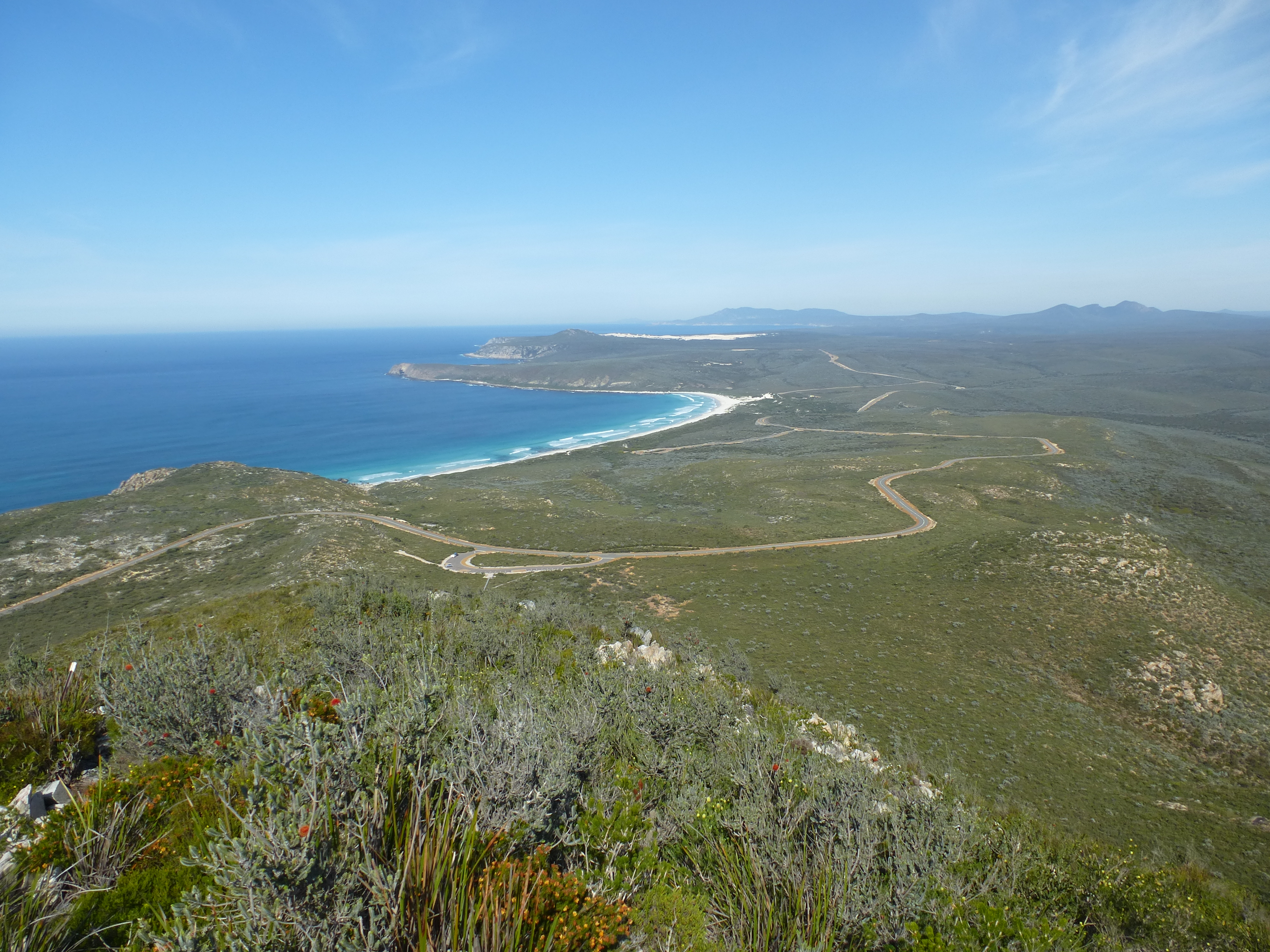
vanop East Mt Barren
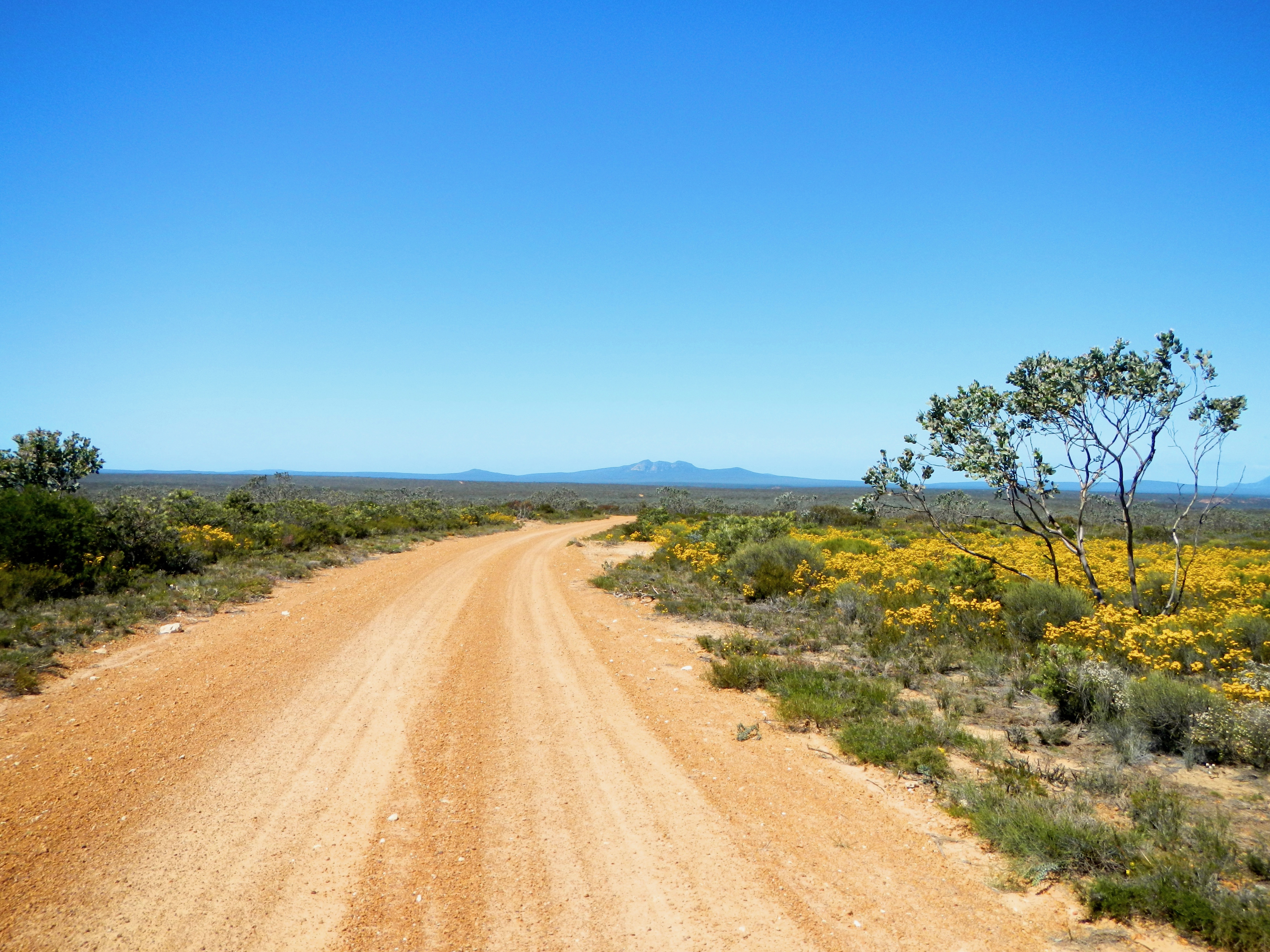
wilde bloemen in de lente
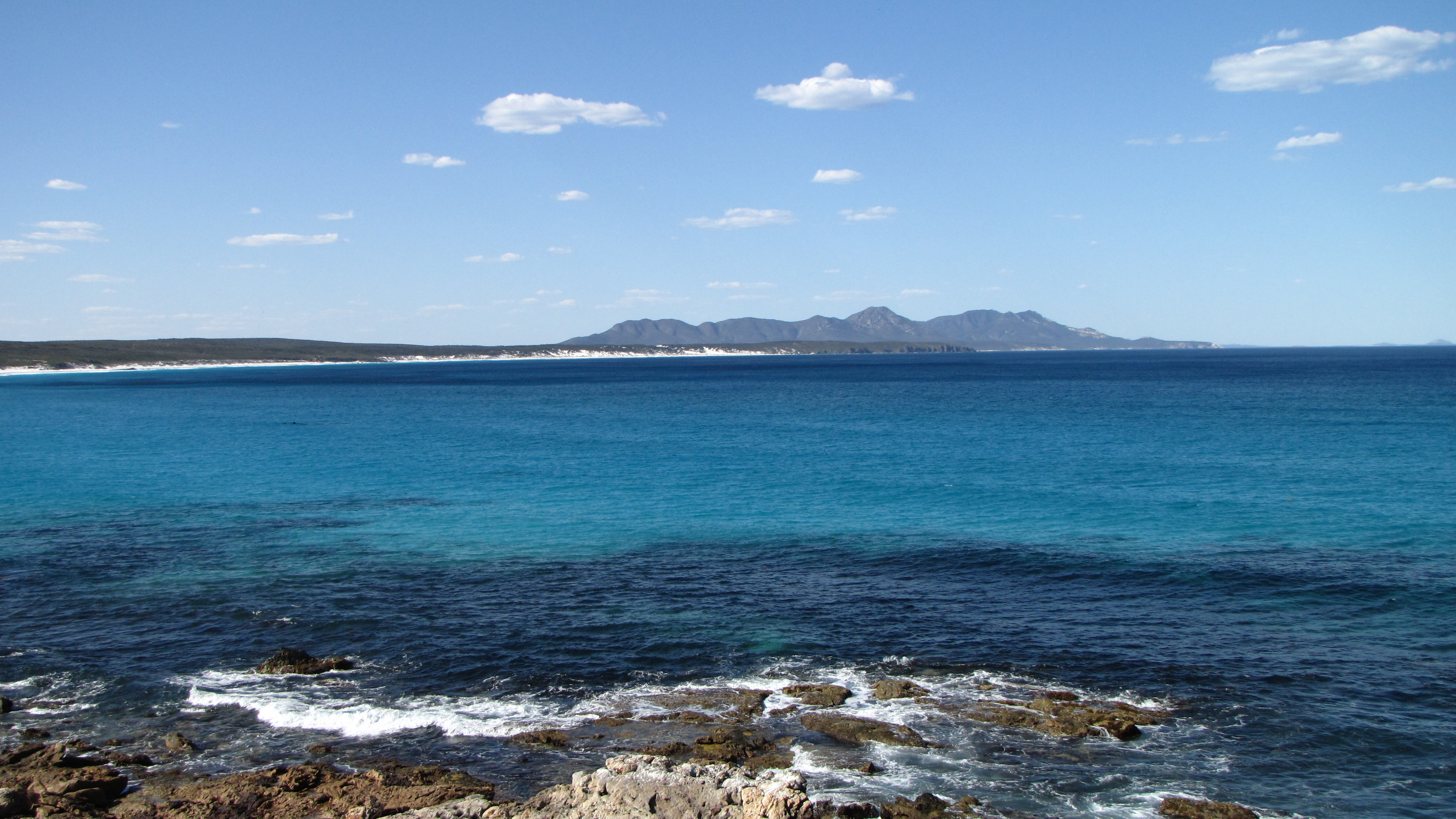
vanaf Point Ann

Alexander Morrison · 
Avon Valley · 
Badgingarra · 
Bandiln͟gan (Windjana Gorge) · 
Beelu · 
Boorabbin · 
Brockman · 
Cape Arid · 
Cape Le Grand · 
Cape Range · 
Cliff Spackman · 
Collier Range · 
Dan͟ggu · 
D'Entrecasteaux · 
Dimalurru (Tunnel Creek) · 
Drovers Cave · 
Drysdale River · 
Eucla · 
Fitzgerald River · 
Francois Peron · 
Frank Hann · 
Gloucester · 
Goldfields Woodlands · 
Goongarrie · 
Gooseberry Hill · 
Greater Beedelup · 
Greenmount · 
Hassell · 
Hidden Valley · 
John Forrest · 
Kalamunda · 
Kalbarri · 
Karijini · 
Karlamilyi · 
Kennedy Range · 
Lawley River · 
Leeuwin-Naturaliste · 
Lesmurdie Falls · 
Lesueur · 
Millstream-Chichester · 
Mitchell River · 
Moore River · 
Mount Augustus · 
Mount Frankland · 
Mount Roe-Mount Lindesay · 
Nambung · 
Neerabup · 
Peak Charles · 
Porongurup · 
Purnululu · 
Scott · 
Serpentine · 
Shannon · 
Sir James Mitchell · 
Stirling Range · 
Stokes · 
Tathra · 
Torndirrup · 
Tuart Forest · 
Unnamed (Nr. 17519) · 
Unnamed (Nr. 46400) · 
Walpole-Nornalup · 
Walyunga · 
Warren · 
Watheroo · 
Waychinicup · 
Wellington · 
West Cape Howe · 
William Bay · 
Wolfe Creek Meteorite Crater · 
Yalgorup · 
Yanchep
Overzicht Nationale parken in:
 Australië · New South Wales · Noordelijk Territorium · Queensland · Zuid-Australië · Tasmanië · Victoria · West-Australië